# فرودگاه شهری کرتز
فرودگاه شهری کرتز (به انگلیسی: Cortez Municipal Airport) یک فرودگاه همگانی با کد یاتا CEZ است که یک باند فرود آسفالت دارد و طول باند آن ۲۱۹۶ متر است. این فرودگاه در کشور ایالات متحده آمریکا قرار دارد و در ارتفاع ۱۸۰۳٫۸ متری از سطح دریا واقع شده‌است.